# 高木修二 (競輪選手)
高木 修二（たかぎ しゅうじ、1982年10月24日 - ）は、日本の競輪選手、元社会人野球選手（外野手）。大阪府生まれ。

## 来歴
小学校の頃から野球に取り組み、酒田南高等学校で甲子園出場、東京農業大学生物産業学部を経て、社会人野球のTDKに進み、2006年の第77回都市対抗野球大会で優勝メンバーとして名を連ねた。その後、NPBの横浜ベイスターズのキャンプにテスト生として参加。
高校時代のトレーナーが順天堂大学出身で同大学出身者の海老根恵太（86期）と知り合いであるという縁もあり、競輪選手への転身を決意。大阪に戻って中澤孝之（56期）に師事し、日本競輪学校第97期生として入学。競輪学校時代の在校競走成績は35位（8勝）。
2010年1月9日、岸和田競輪場でデビューしたが失格に終わった。初勝利は同年2月24日の同場。